# کژدم پوست‌درختی دورانگو
کژدم پوست‌درختی دورانگو (نام علمی: Centruroides suffusus) که با نام‌های کژدم دورانگو و کژدم مکزیکی نیز شناخته می‌شود، گونه‌ای از کژدم است که در خانواده کژدم‌های دم‌کلفت قرار می‌گیرد.
کژدم پوست‌درختی دورانگو رایج‌ترین و سمی‌ترین گونه کژدم در شهر دورانگو در مکزیک است. به این دلیل، سم آن‌ها برای اهداف پژوهشی متعددی استفاده می‌گردد. رویه گرفتن سم آن‌ها دوشیدن کژدم نامیده می‌شود و در دورانگو دوشیدن سم این کژدم به‌وسیله تحریک الکتریکی شیوه ارجح است.